# Santa Rosalia incoronata dagli angeli
Santa Rosalia incoronata dagli angeli è un dipinto a olio su tela attribuito ad Antoon van Dyck. È conservato alla Galleria Regionale della Sicilia, al Palazzo Abatellis di Palermo. 
Insieme al dipinto Santa Rosalia in gloria, intercede per la fine della peste a Palermo del Metropolitan Museum of Art di New York, è l'opera più famosa di Van Dyck tra quelle dedicate a santa Rosalia.

## Descrizione
Questa tela è una delle opere vandichiane dedicate alla santa patrona di Palermo che il pittore anversano dipinse mentre si trovava nella città siciliana, allora infestata da un'epidemia di peste, tra il 1624 e il 1625. Rosalia è raffigurata accanto a una parete di roccia, con indosso un saio benedettino di colore scuro, e viene incoronata da un puttino che tiene in mano una coroncina di rose, un attributo della santa. Sullo sfondo si trova un paesaggio.
Un'altra versione si trova al Menil Collection di Houston e una più piccola al museo Wellington a Londra. Si ritiene che la versione palermitana possa essere uno studio a olio di quella di Houston. Si ritiene che la modella di questa composizione e delle sue varianti sia stata la stessa del quadro nuovaiorchese.